# Uszatka mauretańska

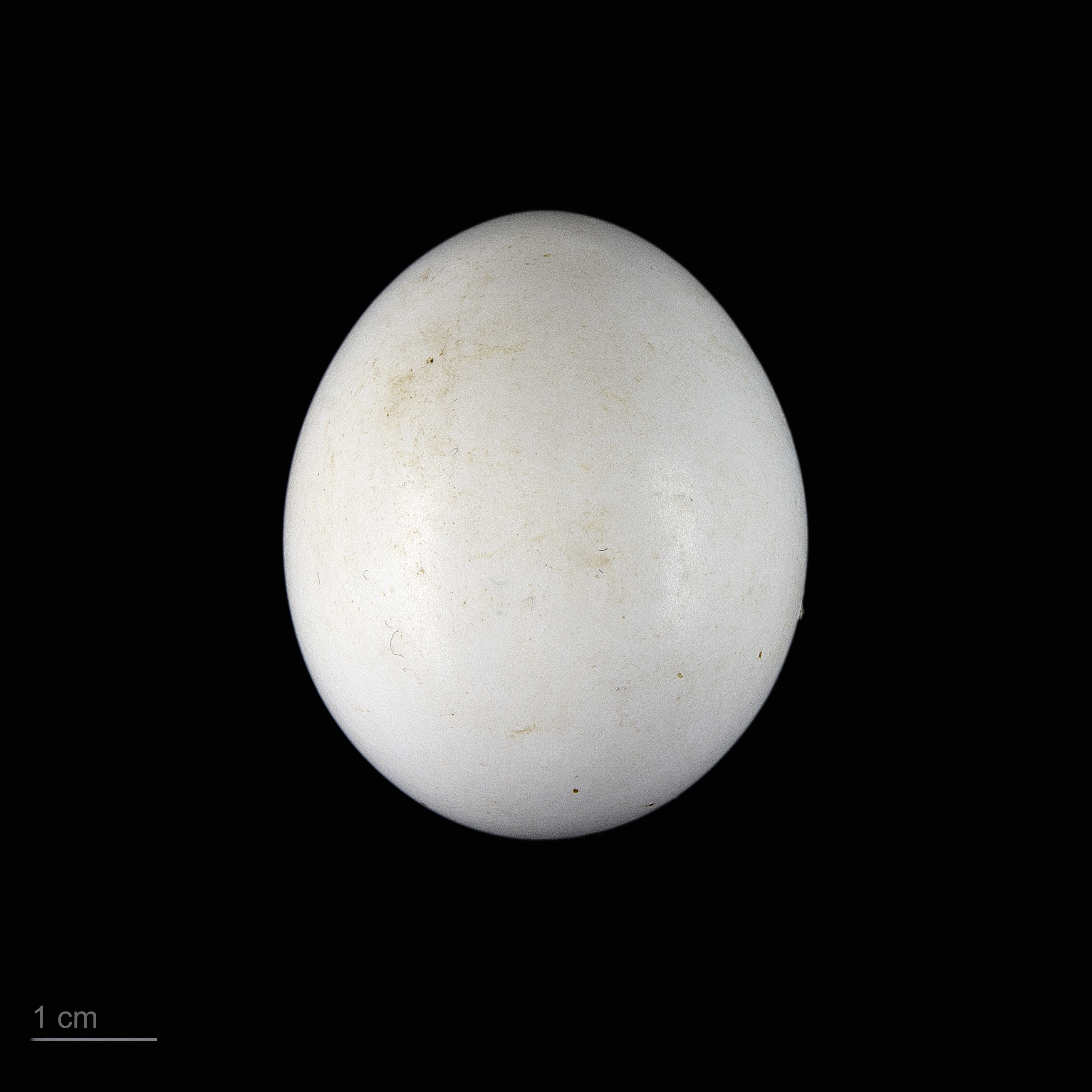
Jajo podgatunku A. c. tingitanus z kolekcji muzealnej

Uszatka mauretańska, sowa mauretańska (Asio capensis) – gatunek średniej wielkości ptaka z rodziny puszczykowatych (Strigidae) występujący w Afryce. Osiadła.
CharakterystykaDługość ciała 30,5–27 cm, rozpiętość skrzydeł 80–95 cm. Podobna do nieco większej uszatki błotnej. Oczy czarne. Gniazduje na mokradłach i podmokłych łąkach z wysoką trawą.
PodgatunkiWyróżnia się trzy podgatunki A. capensis:
- A. c. tingitanus (Loche, 1867) – północne Maroko
- A. c. capensis (A. Smith, 1834) – Senegal i Gambia po południowy Sudan i Etiopię oraz na południe po RPA; populacje w Afryce Zachodniej rozmieszczone wyspowo
- A. c. hova Stresemann, 1922 – Madagaskar

StatusMiędzynarodowa Unia Ochrony Przyrody (IUCN) uznaje uszatkę mauretańską za gatunek najmniejszej troski (LC – Least Concern) nieprzerwanie od 1988 roku. Liczebność populacji nie została oszacowana, ale ptak ten opisywany jest jako lokalnie pospolity. Ze względu na brak dowodów na spadki liczebności bądź istotne zagrożenia dla gatunku BirdLife International ocenia trend liczebności populacji jako prawdopodobnie stabilny.